# Concerto pour piano de Barber
Pour l'article homonyme, voir Concerto pour piano.
Le Concerto pour piano, opus 38, de Samuel Barber a été commandé par la maison d'édition musicale G. Schirmer. en l'honneur du centenaire de leur fondation. La première de l'œuvre a eu lieu le 24 septembre 1962 lors des premiers concerts au Philharmonic Hall, maintenant David Geffen Hall, la première salle construite au Lincoln Center for the Performing Arts à Manhattan, avec John Browning comme soliste et l'Orchestre symphonique de Boston dirigé par Erich Leinsdorf.

## Historique
Barber a commencé à travailler à ce concerto en mars 1960. Dès le début, John Browning a été le soliste qui était prévu et le concerto a été écrit en tenant compte de sa technique propre du clavier (Heyman 1992, 410-11). Les deux premiers mouvements ont été achevés avant la fin de 1960, mais le dernier mouvement n'a été achevé que quinze jours avant la première mondiale. Selon Browning (RCA Victor enregistrement du Concert avec le St. Louis Symphony), la partie initiale de piano était injouable en concert. Barber a manifesté des réticences à retravailler la partie de piano jusqu'à ce que Vladimir Horowitz l'ait examinée et l'ait jugé lui-aussi injouable au tempo. L'œuvre a été accueillie avec un grand succès de la part de la critique. Barber a obtenu son deuxième prix Pulitzer en 1963 et le  Music Critics Circle Award en 1964.
Le concerto a été enregistré par Browning avec l'Orchestre de Cleveland dirigé par George Szell en 1964 et a été joué lors d'une tournée en Europe en 1965 avec l'Orchestre de Cleveland. Il a été enregistré à nouveau en 1991 avec l'Orchestre symphonique de Saint-Louis, dirigé par Leonard Slatkin pour le label RCA Victor Red Seal. Parmi les autres , on trouve: celui de 1976 par le MIT Symphony Orchestra pour Vox / Turnabout; chez Naxos, un enregistrement par Stephen Prutsman avec l'Orchestre national royal d'Écosse sous la direction de Marin Alsop; et une interprétation de Tedd Joselson avec l'Orchestre symphonique de Londres dirigé par Andrew Schenck.

## Instrumentation
| Instrumentation du Concerto pour piano                                                       |
| Soliste                                                                                      |
| 1 piano                                                                                      |
| Cordes                                                                                       |
| premiers violons, seconds violons, altos, violoncelles, contrebasses, 1 harpe                |
| Bois                                                                                         |
| 1 piccolo, 2 flûtes, 2 hautbois, 1 cor anglais, 2 clarinettes, 1 clarinette basse, 2 bassons |
| Cuivres                                                                                      |
| 4 cors, 3 trompettes, 3 trombones                                                            |
| Percussions                                                                                  |
| Timbales, percussions                                                                        |

## Structure
Le concerto comporte trois mouvements:
1. Allegro appassionato
2. Canzone: Moderato
3. Allegro molto

Durée de l'interprétation : environ 26 minutes